# Park Jong-cheon
Park Jong-cheon (박종천?; Seul, 13 maggio 1960) è un ex cestista sudcoreano.

## Carriera
Da giocatore con la Corea del Sud ha disputato i Giochi di Seul 1988, disputando un incontro.